# Socket 478
Socket 478 byla vydána pro procesory Intel Pentium 4 a Celeron. Byl nástupcem patice socket 423, která na trhu byla velmi krátce. Přinášela podporu DDR a SDR pamětí, výjimečně podporovala pouze RDRAM. Pro FSB využívala Intel Quad Data Rate technologii (4× vyšší frekvence FSB).

## Procesory
- Celeron (1,7 – 2,8 GHz)
- Celeron D (2,13 – 3,2 GHz)
- Pentium 4 (1,4 – 3,4 GHz)
- Pentium 4 Extreme Edition (3,2 a 3,4 GHz)